# Astronotus ocellatus
Astronotus ocellatus (можливі назви українською — астронотус, астронотус оцелятус, астронотус оскар) — вид прісноводних риб родини Цихлових. Популярна акваріумна риба. У природі мешкає в Південній Америці — на сході Венесуели, Гвіани (басейн Амазонки, річки: Ріо-Неґру, Парана, Парагвай). Акліматизований у південних штатах США, де є об'єктом спортивної риболовлі.

## Зовнішній вигляд
У природі досягають 30-35 см, в акваріумі — 15-25 см, рідко до 30 см. Форма тіла овальна, стиснута з боків. Плавці великі, дещо витягнуті. Голова велика з опуклим лобом, очі виразні, великі з сіро-жовтою райдужкою очей. Забарвлення нерівномірне — природним забарвленням є мідний малюнок на темному фоні. При основі хвостового плавця розташована велика чорна пляма, оточена помаранчевою смугою, що нагадує око.
У даний час у результаті селекції виведена велика різноманітність форм астронотуса, що відрізняються забарвленням та довжиною плаців. Найбільш поширеними є форми із варіаціями природного забарвлення, альбіносні форми (мідний візерунок на білому фоні), червона форма — «червоний оскар», вуалева — із довгими плавцями.
Статевий диморфізм виражений слабко. Самець може бути забарвлений більш яскраво. Крім того, його спинний та анальний плавці трохи довші та більш загострені, ніж у самок. У період нересту риба стає більш чорною, а візерунок — більш червоним. За 1-2 доби до нересту у самки з'являється великий яйцеклад.

## В акваріумі
В Європу астронотуси вперше потрапили в 1937 році. Популярність серед акваріумістів завоювали завдяки яскравому забарвленню, великому розміру, а також особливістю поведінки — вони швидко звикають до господара, впізнають його та навіть дозволяють гладити. Тривалість життя в акваріумі залежить від умов утримання та може сягати понад 10 років.

### Умови утримання
Акваріум для утримання астронотусів повинен бути об'ємом не менше 100 л, бажано 200 і більше. Параметри води: жорсткість 2.8-23°; рН 6,0-8,0; температура 22-30°С. Здатні переносити короткочасні зниження температури до 16°С. Необхідна аерація, потужна фільтрація, регулярна підміна води.
Як декор можна використовувати велике каміння та корчі. Із рослин рекомендуються твердолисті (больбітіс, ехінодоруси) та плаваючі. Довгостеблові рослини ці риби зазвичай обривають.

### Сумісність
Краще утримувати групу астронотусів із 6-8 особин окремо від інших видів риб або з крупними рибам (великими цихлідами, птеригопліхтом парчевим, синодонтісами, анциструсами).

### Годування
У природі основою харчування є дрібна риба. В акваріумі охоче поїдає великого мотиля, дощових червів, личинок бабок, прямокрилих, пуголовків, шматки м'яса, риби, креветок. Охоче поїдає штучні корми.

## Розведення
Статевої зрілості досягають у віці 2 років при довжині тіла не менше 12 см. Пара зазвичай утворюється самостійно при утриманні групи з 4-8 риб. Нерестовий акваріум має бути від 180 л, краще 250. Стимуляцією до нересту є рясне годування, регулярна підміна води та підвищення температури на 3-4 °С. При переднерестовій заміні води краще використовувати кип'ячену воду, щоб знизити карбонатну жорсткість. На дно акваріума кладуть два великих плоских каменя, на який згодом відбувається відкладання ікри. Самка відкладає від 300 до 2000 білуватих ікринок неправильної форми діаметром 1,5 мм. За ікрою доглядають обидва з батьків. Інкубаційний період 5-6 діб. Через 7-10 діб мальки починають плавати. Стартовий корм — артемія, через тиждень додають тетралін. Через 15-20 діб можна переводити на пластівці та гранули.

## Галерея

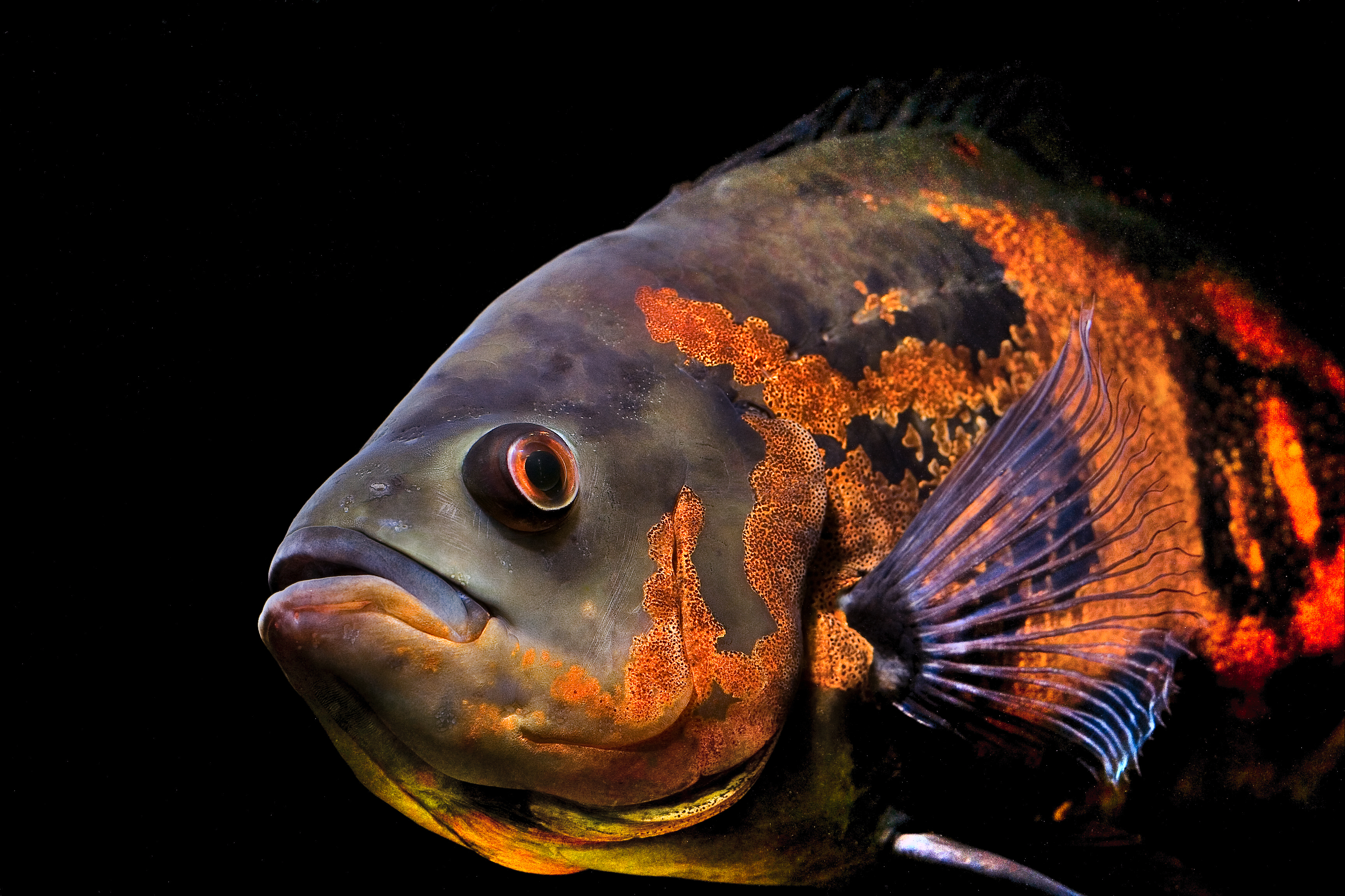
Варіація природной форми
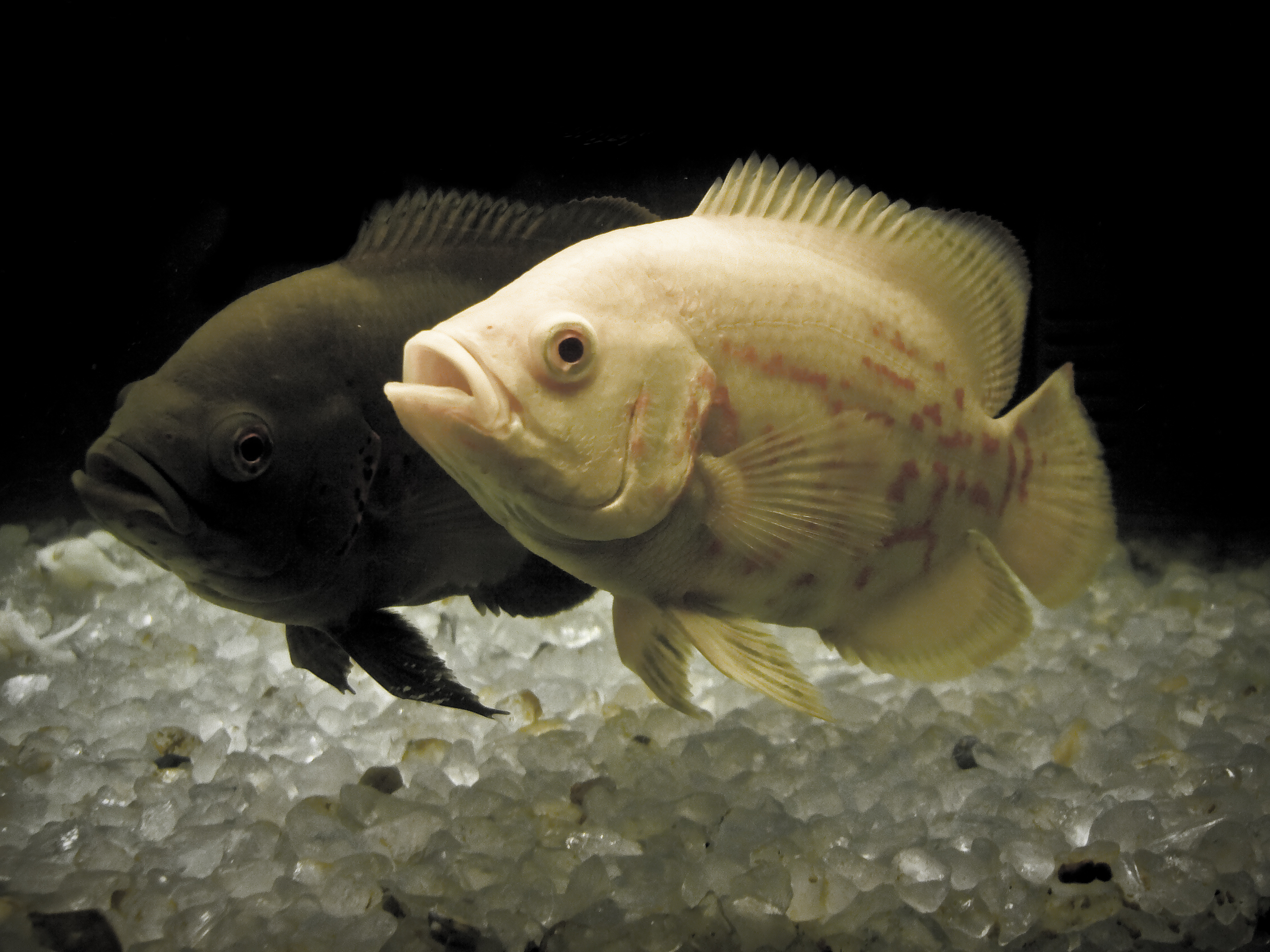
Альбіносна та чорна форми
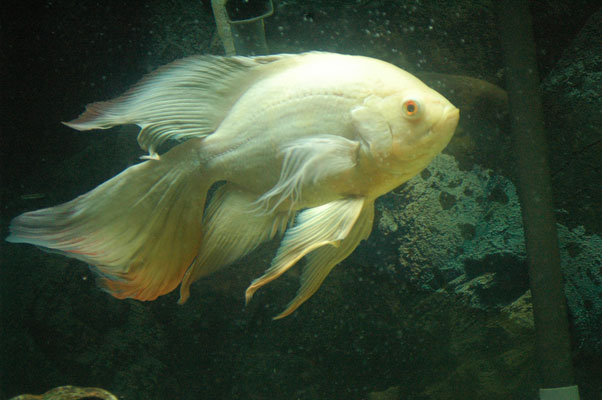
Вуалева форма